# Perognathus flavus
Perognathus flavus е вид бозайник от семейство Торбести скокливци (Heteromyidae).

## Разпространение
Видът е разпространен в Мексико и САЩ (Аризона, Канзас, Колорадо, Небраска, Ню Мексико, Оклахома, Тексас, Уайоминг, Южна Дакота и Юта).